# Tre pacchetti 1000 lire/Asso 'e bastone
Tre pacchetti 1000 lire/Asso 'e bastone, pubblicato nel 1975, è un singolo del cantante italiano Mario Trevi.

## Storia
Il disco contiene due brani inediti di Mario Trevi. I brani rientrano nel genere cosiddetto di giacca e di cronaca, ritornato in voga a Napoli durante gli anni settanta, che faranno rinascere il genere teatrale della Sceneggiata.

## Tracce
Lato A
- Tre pacchetti 1000 lire (Moxedano-Iglio)

Lato B
- Asso 'e bastone (Moxedano-Iglio)

## Incisioni
Il singolo fu inciso su 45 giri, con marchio Presence (PLP 5095).
Direzione arrangiamenti: M° Tony Iglio.